# چنگیز بوزکورت
چنگیز بوزکورت (انگلیسی: Cengiz Bozkurt؛ زادهٔ ۲۴ دسامبر ۱۹۶۴) بازیگر اهل ترکیه است. وی از سال ۱۹۹۰ میلادی تاکنون مشغول فعالیت بوده‌است.
از فیلم‌ها یا برنامه‌های تلویزیونی که وی در آن نقش داشته‌است می‌توان به برای یک لحظه آزادی، ربوده شده ۲، تخممرغ، باشگاه بازندگان، و ای داد از جوانی اشاره کرد.